# Arnaud de Gramont
Arnaud de Gramont (* 8. května 1960 Paříž) je francouzský fotograf, který žije a pracuje v Paříži.

## Životopis
Na konci svého studia architektury inspirován prací japonského architekta Tadaa Andó založil vlastní agenturu a začal se věnovat fotografii.
Jeho práce je postavena na liniích a hrou stínů a světla. Snaží se působit na lidské emoce. Jeho svět je inspirován obrazy Rembrandta, filmy Stanleyho Kubricka a hudbou George Gershwina.

## Samostatné výstavy
2010
- Contemporary Art gallery, Montréal, Canada

2009
- Contemporary Art gallery, Montréal, Canada

2008
- ArtBrussels, espace Pierre Bergé[2], Brusel, Belgie

2006
- Light Show, galerie Luxe, New York, USA

2004
- galerie La Blanchisserie, Paříž, Francie
- Publicis Drugstore, Paříž, Francie

2003
- Calvin Klein[3], Paříž, Francie

## Skupinové výstavy
2010
- Art Paříž, Francie, Foire d'art contemporain, stand de la galerie Ifa, Šanghaj, Čína

2009
- Elevation / Integration, Ifa gallery, Šanghaj, Čína
- Move, Ifa gallery, Šanghaj, Čína
- ArtPaříž, Francie, foire d'Art contemporain, stand de la galerie Ifa, Šanghaj, Čína
- PAD, Francie, foire d'Art contemporain, Paříž, Francie
- Salon de Montrouge, Francie

2008
- Maison européenne de la photographie, Paříž, Francie

2007
- ArtBrussels, Belgie, foire d'Art contemporain, stand de la galerie La Blanchisserie, Paříž, Francie
- ArtChicago, Spojené státy, foire d'Art contemporain, stand de la galerie Luxe, New York, USA

2006
- Singular, galerie SE, Bergen, Norsko
- Seven, galerie La Blanchisserie, Paříž, Francie
- FIAC, Francie, foire d'Art contemporain, stand de la galerie Luxe, New York, USA

2005
- galerie La Blanchisserie, Paříž, Francie
- It's not about sex, galerie Luxe, New York, USA
- FIAC, Francie, foire d'Art contemporain, stand de la galerie Luxe, New York, USA
- FIAC, Francie, foire d'Art contemporain, stand de la galerie La Blanchisserie, Paříž, Francie
- Artissima, Itálie, foire d'Art contempporain, stand de la galerie Luxe, New York, USA

2004
- Brussels, Belgie, Edith Bizot dealer
- FIAC, Francie, foire d'Art contemporain, stand de la galerie La Blanchisserie, Paříž, Francie

2003
- Galerie Loevenbruck, Paříž, Francie

## Sbírky
Německo, Anglie, Argentina, Belgie, Spojené státy, Francie, Švýcarsko

## Publikace
2008
- ArtBrussels, Belgie[4]
- Pierre Bergé, Belgie
- Paříž Match, Belgie
- L'éventail, Belgie
- Visuel image, Belgie
- L'événement, Belgie
- Arts et spectacles, Belgie[5]

2006
- Arnaud de Gramont 2003 / 2005, Édition Toluca
- Photographie.com, Francie
- Art NYC, Spojené státy[6]
- Artnet.com, Spojené státy[7]
- USC, USA[8]

2004
- Fotolia, Belgie[9]
- Publicisdrugstore, Francie[10]

2003
- AD, Francie
- Intramuros, Francie
- Numéro, Francie
- Vogue, Francie

## Galerie

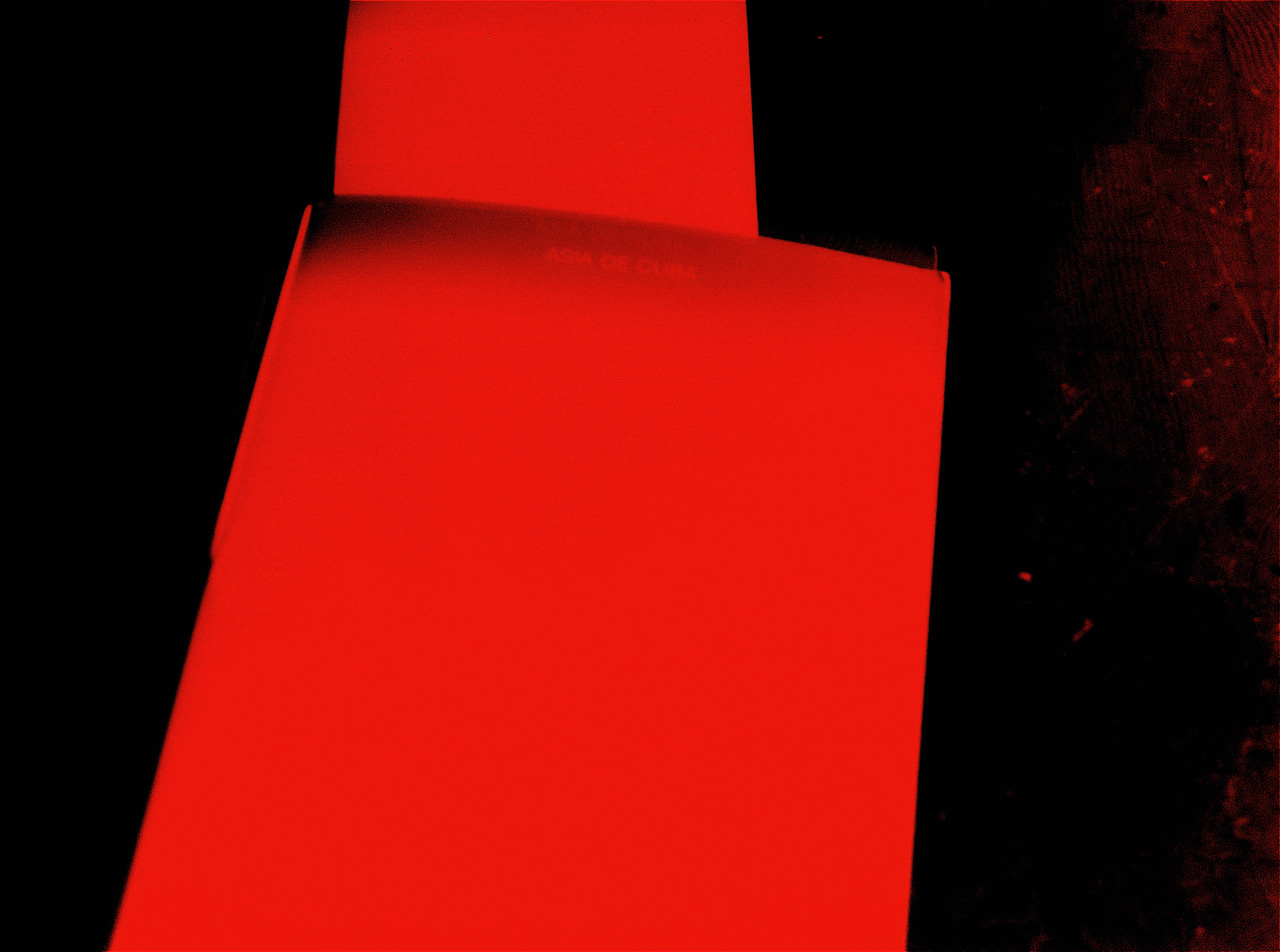
Bez názvu, 2005
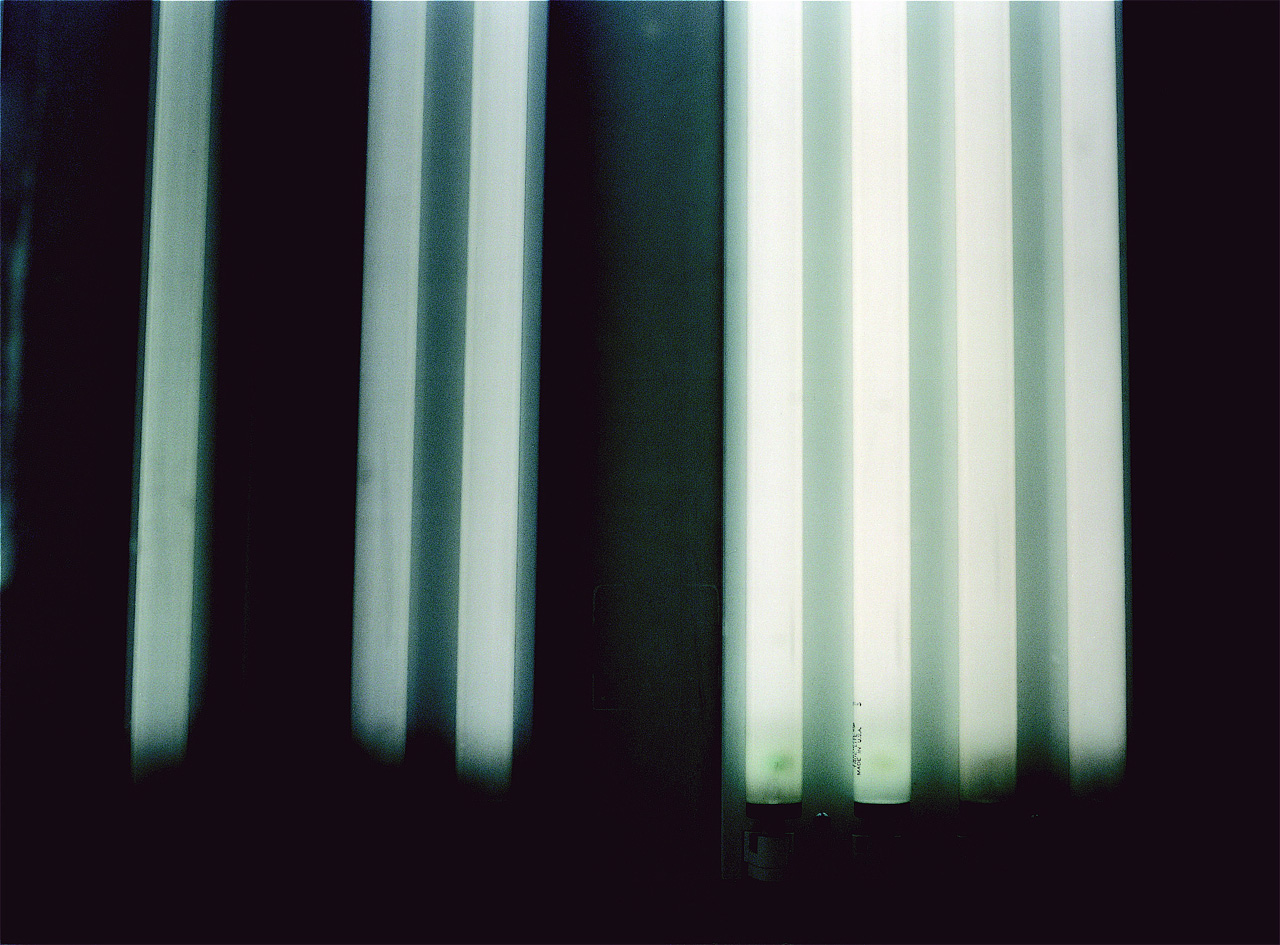
Bez názvu, 2005
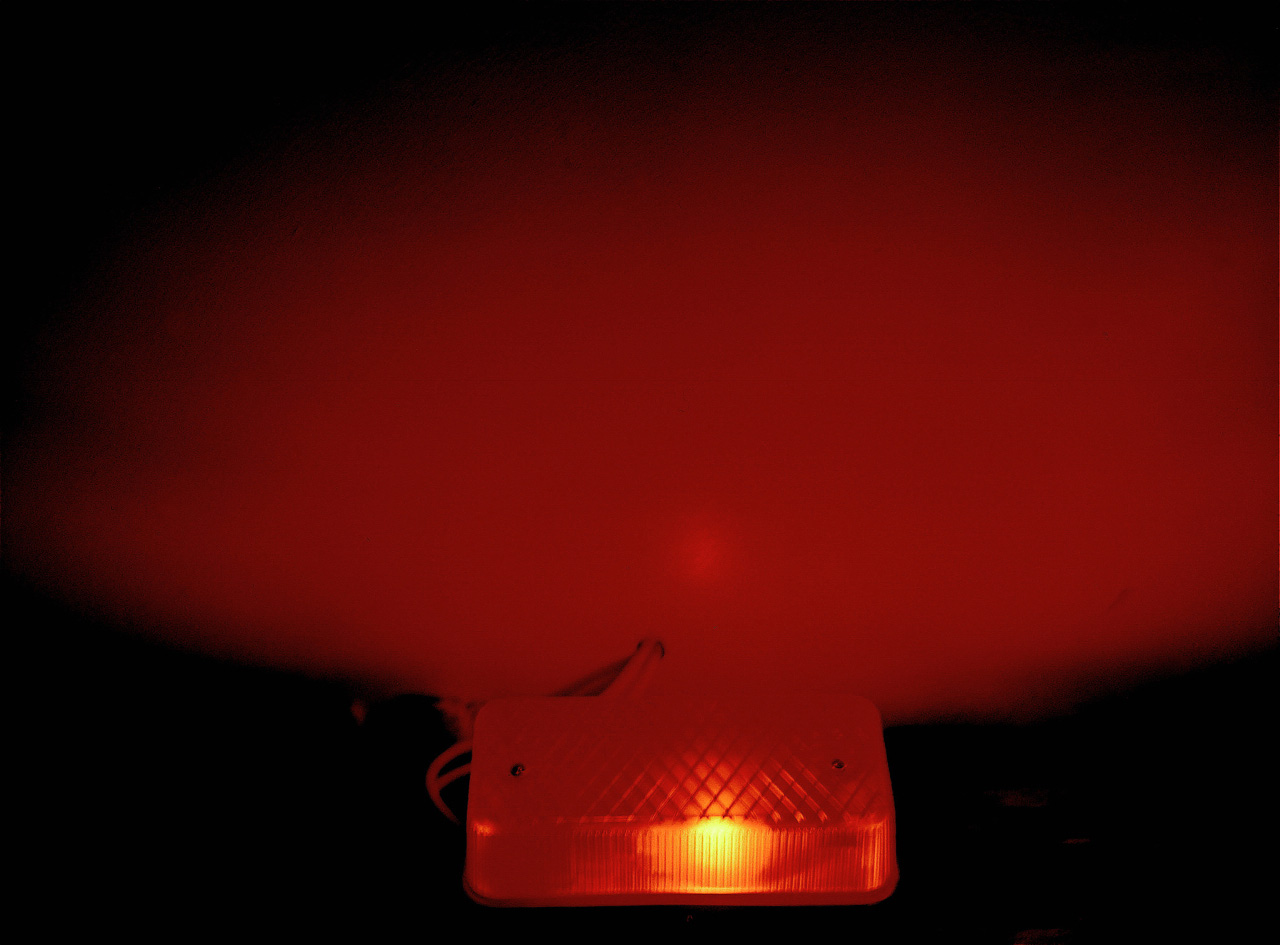
Bez názvu, 2005